# 小矢部市立蟹谷小学校
小矢部市立蟹谷小学校 （おやべしりつ かんだしょうがっこう）は富山県小矢部市にある公立小学校。

## 概要
北蟹谷小学校、東蟹谷小学校、藪波小学校の3つを統合してできた小学校であり、開校当時は3クラス以上あったが少子高齢化により年々クラス数が減り続け1クラスのみとなりつつある。
小矢部市に点在する「メルヘン建築」の一例であり、本小学校の校舎と時計台は東京大学教養学部の旧第一高等学校本館を、体育館は一橋大学の兼松講堂を、それぞれ模している。

## 沿革
- 1979年11月10日 - 校舎の落成式[6]。

## 通学区域
東蟹谷、北蟹谷、薮波の3地区から児童が集まる。
松永、松尾、棚田、北一、末友、八講田、五郎丸、八伏、臼谷、内山、渋江、平田、平桜、藤森、名畑、小森谷、杉谷内、矢水町、浅地、安養寺、戸久の一部、経田の一部

## 進学先
- 小矢部市立蟹谷中学校

## 周辺
- 北陸自動車道小矢部IC